# Watersport
Watersport  is een vorm van sport die in of op het water beoefend worden. Het wordt ook wel beperkt tot alleen die vormen van sport waarbij met een boot of (surf)plank gevaren wordt.

## Vaarsporten
- roeien
- kanovaren
  - kajakken
- zeilen
  - skûtsjesilen
  - windsurfen
- surfen
- bodyboarden
- kitesurfen
- waterskiën
- suppen
- kanopolo
- wakeboarden

## Zwemsporten
- zwemmen
  - synchroonzwemmen (waterballet)
- schoonspringen
- duiken
  - vrijduiken
  - snorkelen
- openwaterzwemmen
- waterpolo
- waterbasketbal
- onderwaterhockey
- onderwatervoetbal

## Andere watersporten
- tubing